# サーフェスモデリング
サーフェスモデルまたはサーフェスモデリングとは、3DCGにおいて、表面のみが定義された3次元構造、またはそれらを作成する目的のモデリング体系のことである。また、線により3次元構造を表す「ワイヤーフレームモデル」や、中身の詰まった3次元構造を表す「ソリッドモデル」との比較語でもある。

## 概説
サーフェスモデルは中身が詰まっていないため、しばしば張り子、張りぼてとも形容される。レンダリングにより画像を生成することが主目的の一般的な3DCGソフトウェアにおいては、おそらく最もよく使われる方式である。
表面を定義する表現方法の1つとして境界表現 (B-Rep) がある。境界表現は3次元空間における物体表面の境界を幾何学的（しばしば幾何要素の接続関係である位相要素も持つ）に定義するものであり、一般的にポリゴンやパラメトリック曲面の「パッチ」を複数縫い合わせたメッシュ構造によって定義される。
サーフェスモデルの面要素を消して稜線要素を残せばワイヤーフレームモデルとなり、面が閉じられて完全に空間を分離・内包したサーフェスモデルにボリューム要素を持たせればソリッドモデルと解釈できる。